# エヌ・デーソフトウェア
エヌ・デーソフトウェア株式会社は、山形県南陽市に本社を置き、ソフトウェアの開発および販売を行う日本の企業。ソフトウェアの中心は福祉、介護関係である。

## 沿革
- 1983年
  - 4月 - 日東電子株式会社のソフトウェア事業部として発足。
  - 11月 - エヌ・デーソフトウェア株式会社として分社化。
- 2000年4月 - 日東電子と合併。
- 2006年2月 - ジャスダック上場。
- 2007年
  - 3月12日 - 山形県総合運動公園陸上競技場の命名権取得。
  - 4月2日 - 介護世代の情報ウェブサイト「シニアすまいる」オープン。
- 2008年10月 - ISMS認証を全社に拡大して取得。
- 2010年
  - 1月 - 山形県総合運動公園陸上競技場の命名権継続取得。
  - 4月 - システムインテグレータ登録認定。
- 2011年
  - 5月12日 - 日本コンピュータシステムの100％親会社であるNCSホールディングスの株式の97.8％を、パレス・キャピタル系ファンドから取得。同時に同ファンドに新株予約権付社債を発行[1]。
  - 11月1日 - 日本コンピュータシステムが親会社のNCSホールディングスを吸収合併し、日本コンピュータシステムが当社の完全子会社となる[2]。
- 2012年6月 - 株式会社メディパスを子会社化。
- 2013年
  - 3月 - 山形県総合運動公園陸上競技場の命名権継続取得[3]。
  - 3月21日 - 東京証券取引所第2部上場[4][5]。
  - 6月1日 - ジャスダック上場廃止。
- 2014年4月 - 連結子会社であるナレッジ・マネジメント・ケア研究所設立。
- 2019年
  - 2月7日 - 経営陣によるMBOを受け入れる事を発表。方式は経営陣が出資しているジェイ・ウィル・パートナーズが設立した株式会社ジェイ・ケイ・イーがTOBで株式を取得する[6]。
  - 3月29日 - 株式会社ジェイ・ケイ・イーの子会社となる[7]。
  - 6月18日 - 東京証券取引所第2部上場廃止[8]。

- 2023年2月28日 ｰ 株式会社ジェイ・ケイ・イーから全株式がSOMPOホールディングス株式会社に譲渡され、同社の100％子会社となった。[9][10]

## 関連会社

### 連結子会社
- 株式会社日本ケアコミュニケーションズ
- 日本コンピュータシステム株式会社
- 株式会社メディパス
- 株式会社ナレッジ･マネジメント･ケア研究所
- アルファフーズ株式会社

## 支店・営業所
- 本社・山形営業所・システムセンター - 山形県南陽市和田3369
- 北海道営業所 - 札幌市中央区大通西13丁目4-101　レジディア大通公園3F
- 仙台営業所 - 宮城県仙台市泉区泉中央1丁目13-4　泉エクセルビル4F
- 北関東営業所 - 埼玉県さいたま市大宮区宮町2丁目81  いちご大宮ビル7F
- 関東第一営業所・関東第二営業所 - 東京都中央区日本橋富沢町9-19　住友生命日本橋富沢町ビル6F
- 北陸営業所 - 富山県富山市黒崎141-1　中央ビル3F
- 中部営業所 - 愛知県名古屋市中区錦1丁目10-20　アーバンネット伏見ビル10F
- 関西第一営業所・関西第二営業所 - 大阪府大阪市淀川区西中島6丁目1番1号　新大阪プライムタワービル15F
- 中国四国営業所 - 岡山県岡山市北区駅元町1番4号　ターミナルスクエア10F
- 中国四国営業所高知サテライトオフィス - 高知県高知市本町2丁目2-29　畑山ビル2F
- 広島営業所 - 広島県広島市中区立町2-27　NBF広島立町ビル8F
- 九州第一営業所・九州第二営業所 - 福岡県久留米市東町38番地1　大同生命久留米ビル6F

## CSR活動

### モンテディオ山形の支援活動
モンテディオ山形への支援活動として、スポンサー、冠マッチ協賛のほか、山形県総合運動公園陸上競技場の命名権を取得し、「NDソフトスタジアム山形」（愛称・NDスタ）としている。
| 契約期間                     | 契約年数  | 年額     |
| ---------------------------- | --------- | -------- |
| 2007年4月1日 - 2010年3月31日 | 3年契約   | 1200万円 |
| 2010年4月1日 - 2013年2月28日 | 2年11ヵ月 | 2100万円 |
| 2013年3月1日 - 2016年2月28日 | 3年契約   | 2100万円 |
| 2016年3月1日 - 2019年2月28日 | 3年契約   | 2100万円 |
| 2019年3月1日 - 2022年2月28日 | 3年契約   | 2100万円 |
| 2022年3月1日 -               | 3年契約   | 2100万円 |

### アスリートクラブ
2015年（平成27年）4月1日に、陸上部「NDソフトアスリートクラブ」を創設。陸上中長距離選手の育成と東日本実業団対抗駅伝競走大会の上位入賞を目標としている。2016年（平成28年）11月3日の東日本実業団駅伝で14位に入り、2017年（平成29年）1月1日の全日本実業団対抗駅伝競走大会（ニューイヤー駅伝）に初出場を果たした。
2018年（平成30年）には、前年の日本インカレで400メートルハードル優勝の王子田萌が入社、クラブ初の短距離選手となった。